# 弱弱老師
《弱弱老師》 是由福地神緒創作的日本漫畫。自2022年第51期（11月16日發行）起在《週刊少年Magazine》（講談社）連載。2024年宣布製作成為電視動畫。

## 故事
新學年開始擔任阿比倉章人班主任的鶸村日和是今年春天剛從大學畢業的新手老師。第一天，他突然額頭流血地出現在課堂上，低聲嘟囔著一些同學們在課堂上聽不到的東西，他隨身攜帶的筆記本上貼滿了便籤紙，上面寫著什麼。知識，他被稱為“可怕的老師”並受到迴避。
幾天后，當阿比倉放學後往空蕩蕩的教室裡看時，他發現日和正在一個人努力排練她的課。日和因嚴重虛弱的體質和害羞的性格而被學生們誤解，在了解日和的真實本性後，阿比倉產生了強烈的保護她的願望，並自願擔任“努力支持”。

## 登場角色
鶸村日和（Hiwarimura Hiyori）
今年春天從大學畢業的新手老師，成為了阿比倉的班主任，她的科目是英語。
她長得漂亮，胸部大，但除了體質嚴重虛弱外，她還極度自卑、害羞，導致學生誤會她發脾氣就會被罵。
他強烈渴望成為學生可以信賴的老師，放學後他會在空蕩蕩的教室裡排練毛絨玩具，接受支持。
因為不喜歡早上，也沒有信心按時去學校，所以在老闆的推薦下搬到了高中附近的一套公寓，但他搬進的房間就在阿比倉的隔壁。
阿比倉章人（Abikura Akihito）
本作的主要人物。日和一年級的學生。高中二年級生。日和本來就不是特別引人注目，本想平靜地度過高中生活，但她無法釋懷成為班主任的日和不斷被其他同學誤解，於是她自告奮勇當班代表，我成為了班長，開始幫忙排練。他經常遇到涉及日和的幸運淫人，每次都受到水希的蔑視。
椋林瑞希（Mukubayashi Mizuki）
和阿比倉同班的女學生，雖然是同一所小學，但關係並不是特別親密。她是個開朗的人，擁有超高中生的運動能力和高度的社交能力，被日和羨慕地視為與她相反的「強勢女孩」。安倉遇見日和陪日和幫她排練的場景，日和要求更換班委，但兩人最後一起擔任班委。
阿比倉朱美（Abikura Akemi）
章人的姊姊。她是一名29歲的護士，是一位“可愛的大姐姐”，透過寵愛比她小12歲的弟弟找到了人生的目標。正當他因弟弟開始獨立而感到孤獨時，日和搬進了隔壁的公寓，和她的弟弟一樣，日和也有一種保護弟弟的願望。
雪下祐樹（Yukishita Yūki）
阿比倉的同學。因為捷徑中的第一人稱是“俺”，當他第一次見到陪同日和家訪的阿比倉時，他被誤認為是男孩，但實際上他是一名女學生。雖然她不想上學，但她對關心她、經常到她家來的日和抱有好感，一有機會就想撫摸她的巨乳。

## 出版書籍
| 集數 | 讲谈社         | 讲谈社                 | 東立出版社    | 東立出版社             |
| 集數 | 發售日期       | ISBN                   | 發售日期      | ISBN                   |
| ---- | -------------- | ---------------------- | ------------- | ---------------------- |
| 1    | 2023年3月16日  | ISBN 978-4-06-530996-4 | 2024年11月7日 | ISBN 978-626-02-1028-1 |
| 2    | 2023年5月17日  | ISBN 978-4-06-531600-9 |               |                        |
| 3    | 2023年8月17日  | ISBN 978-4-06-532609-1 |               |                        |
| 4    | 2023年10月17日 | ISBN 978-4-06-533158-3 |               |                        |
| 5    | 2023年12月15日 | ISBN 978-4-06-533890-2 |               |                        |
| 6    | 2024年2月16日  | ISBN 978-4-06-534563-4 |               |                        |
| 7    | 2024年5月16日  | ISBN 978-4-06-535510-7 |               |                        |
| 8    | 2024年7月17日  | ISBN 978-4-06-536138-2 |               |                        |
| 9    | 2024年10月17日 | ISBN 978-4-06-537129-9 |               |                        |
| 10   | 2024年12月17日 | ISBN 978-4-06-537770-3 |               |                        |
| 11   | 2025年2月17日  | ISBN 978-4-06-538417-6 |               |                        |
| 12   | 2025年5月16日  | ISBN 978-4-06-539354-3 |               |                        |
| 13   | 2025年7月16日  | ISBN 978-4-06-540085-2 |               |                        |

## 外部鏈接
- 弱弱老師的X（前Twitter）